# Lebus
För andra betydelser, se Lebus (olika betydelser).
Lebus (uttalas [ləˈbu:s], polska: Lubusz) är en småstad i östra Tyskland, belägen på gränsen mot Polen vid floden Oder, i Landkreis Märkisch-Oderland i förbundslandet Brandenburg.  Närmaste större stad är Frankfurt an der Oder 10 km söderut.  Lebus är förvaltningssäte för kommunalförbundet Amt Lebus, där även kommunerna Podelzig, Reitwein, Treplin och Zeschdorf ingår.
Staden Lebus är mest känd som namngivare till den historiska regionen Lebuser Land omkring floden Oder och dagens Lubusz vojvodskap i Polen öster om Oder. Sin största betydelse hade staden under 1100- och 1200-talen, då den var säte för det ursprungligen polska biskopsdömet Lebus. Efter att orten kommit under det tyska huset Askanien och Mark Brandenburgs kontroll förlorade orten i betydelse då Frankfurt an der Oder grundades i mitten av 1200-talet.  Domkyrkan flyttades till Göritz och därefter till Fürstenwalde, men namnet biskopsdömet Lebus behölls fram till reformationen.